# Chalk Farm
Chalk Farm is een wijk in het Londense bestuurlijke gebied Camden, in de regio Groot-Londen.